# (15808) Zelter
(15808) Zelter (1994 GF10) – planetoida z grupy pasa głównego asteroid okrążająca Słońce w ciągu 4,91 lat w średniej odległości 2,89 j.a. Odkryta 3 kwietnia 1994 roku.